# Kopiec Kościuszki

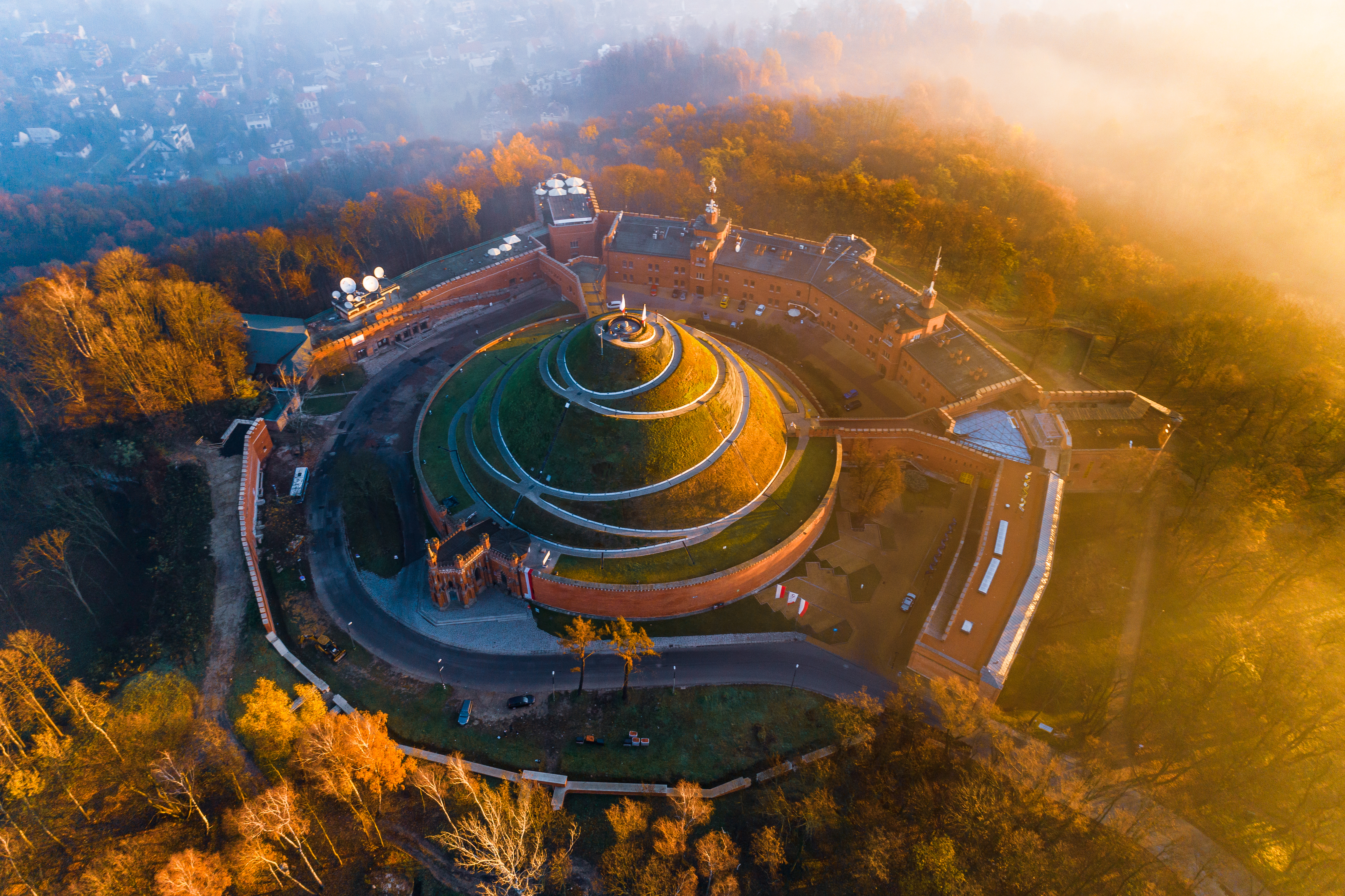
Kościuszko Mound (2018)

La Butte de Kościuszko (polonais : Kopiec Kościuszki) à Cracovie, Pologne, érigée par les Cracoviens en commémoration du leader national polonais Tadeusz Kościuszko, est une butte artificielle calquée sur les tumulus préhistoriques de Krakus et Kopiec Wandy (pl). Un sentier serpente jusqu'au sommet, à environ 326 m au-dessus du niveau de la mer, avec une vue panoramique sur la Vistule et la ville.

## Histoire

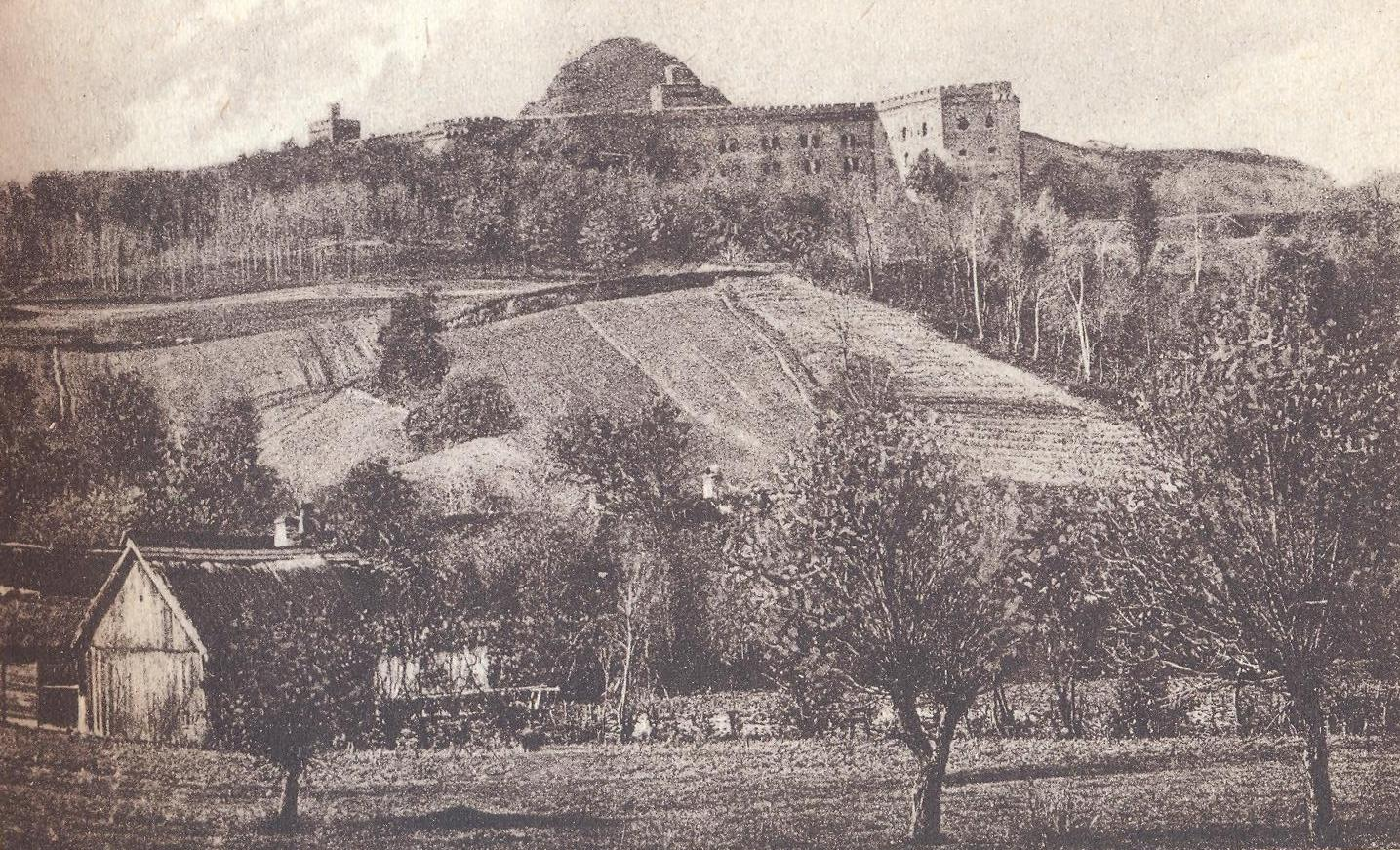
Kopiec Kościuszko, 1930

Il a été achevé en novembre 1823. L'emplacement choisi pour le monument était la colline naturelle bénie de Bronisława (en polonais : Wzgórze bł. Bronisławy Bronisławy), également connu sous le nom de Sikornik, situé dans la partie ouest du district de Zwierzyniec à Cracovie. La butte de Kościuszko est l'une des quatre buttes commémoratives de Cracovie, composées de deux monticules préhistoriques, Krakus et Wandy, et de deux modernes, Piłsudski et Kościuszko.
La cérémonie de fondation du monticule Kościuszko eut lieu le 16 octobre 1820. La construction fut financée par des dons de Polonais vivant dans tous les territoires de Pologne sous occupation étrangère. Pendant trois ans, des personnes de tous âges et de toutes classes construisirent volontairement le monticule à une hauteur de 34 m. Les travaux furent supervisés par un comité pour la construction du monument Tadeusz Kościuszko. À la base du monticule, l'acte fondateur fut déposé dans un écrin de verre et de marbre. Au sommet, un rocher de granit, apporté des Tatras, fut placé, portant l'inscription "Kościuszce" ( à Kościuszko ). À l'intérieur du monticule, des urnes furent enterrées avec de la terre des champs de bataille polonais et américains où Kościuszko combattit. En 1860, à l'occasion du 30e anniversaire du soulèvement polonais de novembre, le sommet du monticule fut couronné d'un rocher (545 kg) de granit des montagnes Tatra gravé: TO KOŚCIUSZKO.
Initialement, le terrain autour de Kościuszko devait être transformé en colonie pour les familles paysannes qui se sont battues aux côtés de Tadeusz Kościuszko lors du soulèvement de 1794. À la fin des années 1830, ces familles commencèrent à s'installer au pied du mont Kościuszko, mais le processus s'arrêta lorsque les autorités autrichiennes décidèrent de transformer cette zone en une partie de la fortification de la ville.
Entre 1850 et 1854, les autorités autrichiennes construisirent une citadelle en briques autour du monticule et commencèrent à l'utiliser comme belvédère stratégique. En compensation d'une ancienne église historique qui avait été démolie, la chapelle de la Bienheureuse Bronisława de style néogothique fut également construite. Cependant, les fortifications autrichiennes, compris la porte d'entrée et le rempart et le retranchement sud-ouest, furent finalement démantelées après la Seconde Guerre mondiale, entre 1945 et 1956.
À côté du monticule, un musée consacré à Kościuszko, expose des objets et des souvenirs de sa vie et de ses réalisations. En 1997, de fortes pluies érodèrent le monticule, menaçant ainsi son existence. Il subit un processus de restauration de 1999 à 2003 dans lequel une technologie de pointe et des matériaux modernes furent utilisés. Le monticule fut équipé d'un système de drainage et d'une nouvelle membrane d'étanchéité.
Kościuszko inspira le comte Paul Strzelecki, patriote polonais et explorateur australien, qui appela la plus haute montagne d'Australie, le mont Kosciuszko, en raison de sa ressemblance avec le monticule Kościuszko à Cracovie.

## La butte en chiffres
- Hauteur du monticule: 35,54 m
- Hauteur du monticule au-dessus du niveau de la mer: 330,14 m
- Hauteur du monticule au-dessus du niveau de la Vistule: 131,14 m
- Diamètre du monticule: 73,25 m
- Diamètre de la butte avec mur de soutènement (tambour): 90,7 m
- Diamètre de la plate-forme d'observation: 8,5 m
- Volume du monticule: env. 167 000 m3
- Angle de pente: 46° -51°

## Galerie

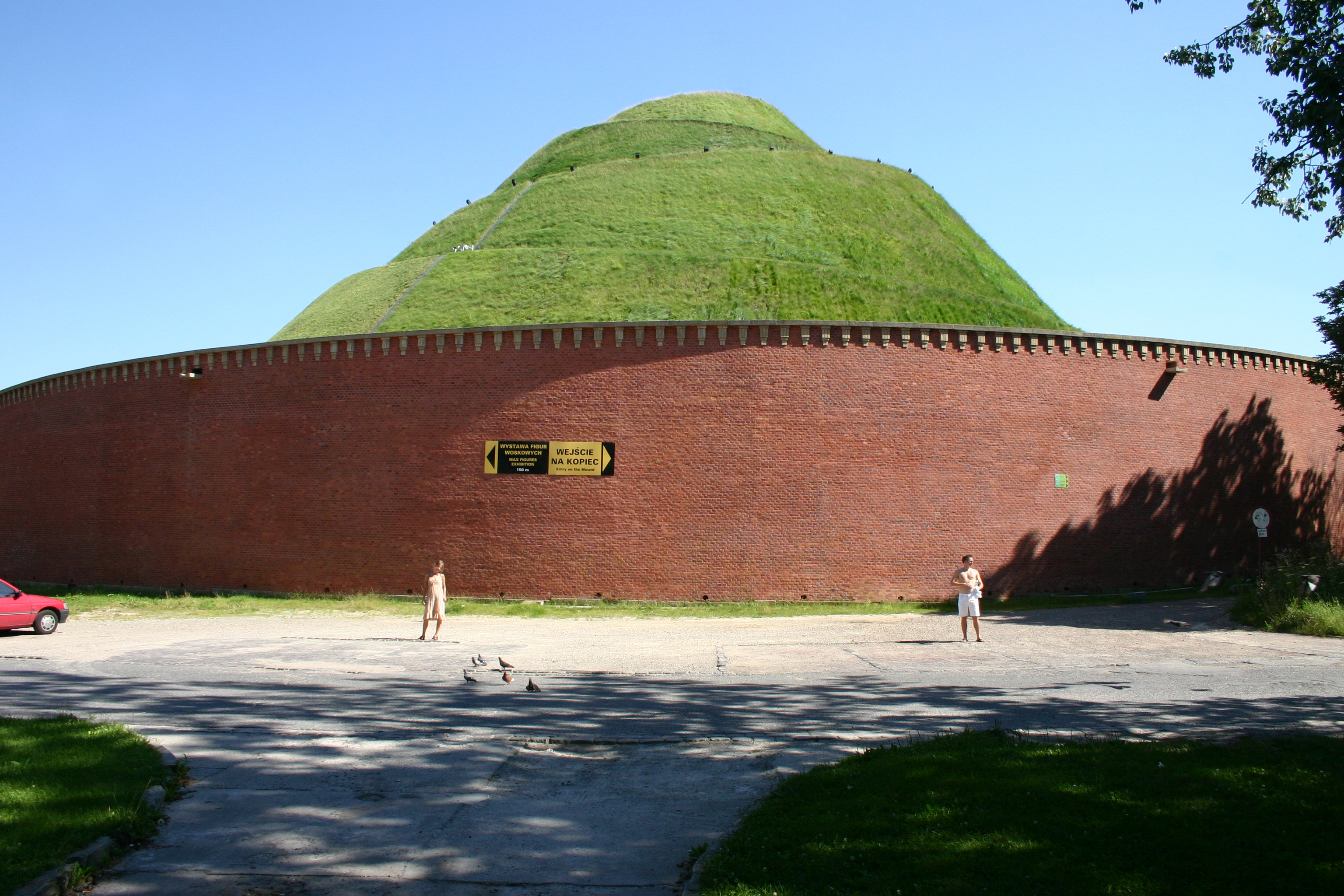
Kościuszko Mound, Cracovie. Notez les visiteurs au premier plan pour l'échelle.
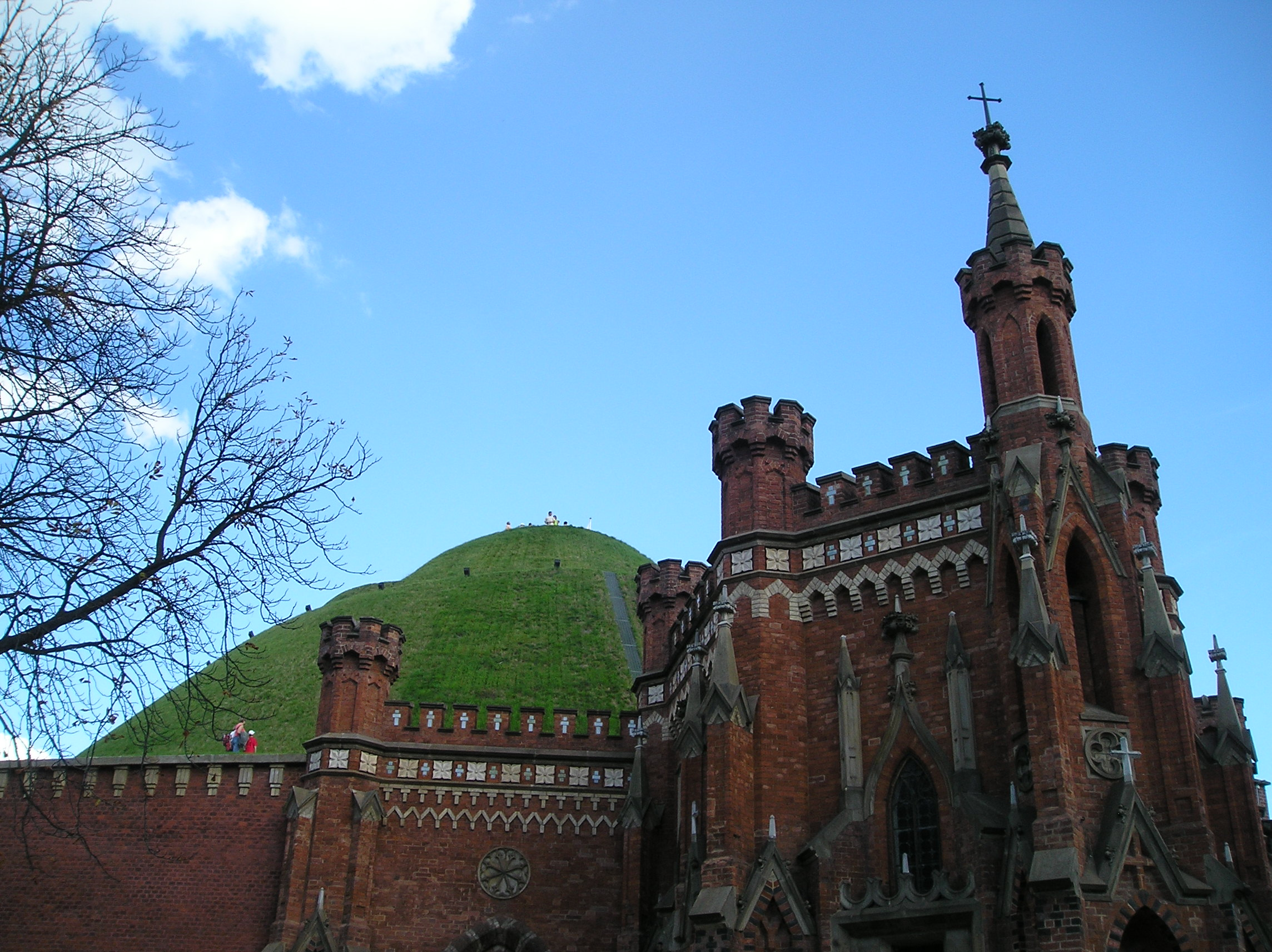
Vue du monticule Kościuszko, avec la chapelle Bronisława à son pied
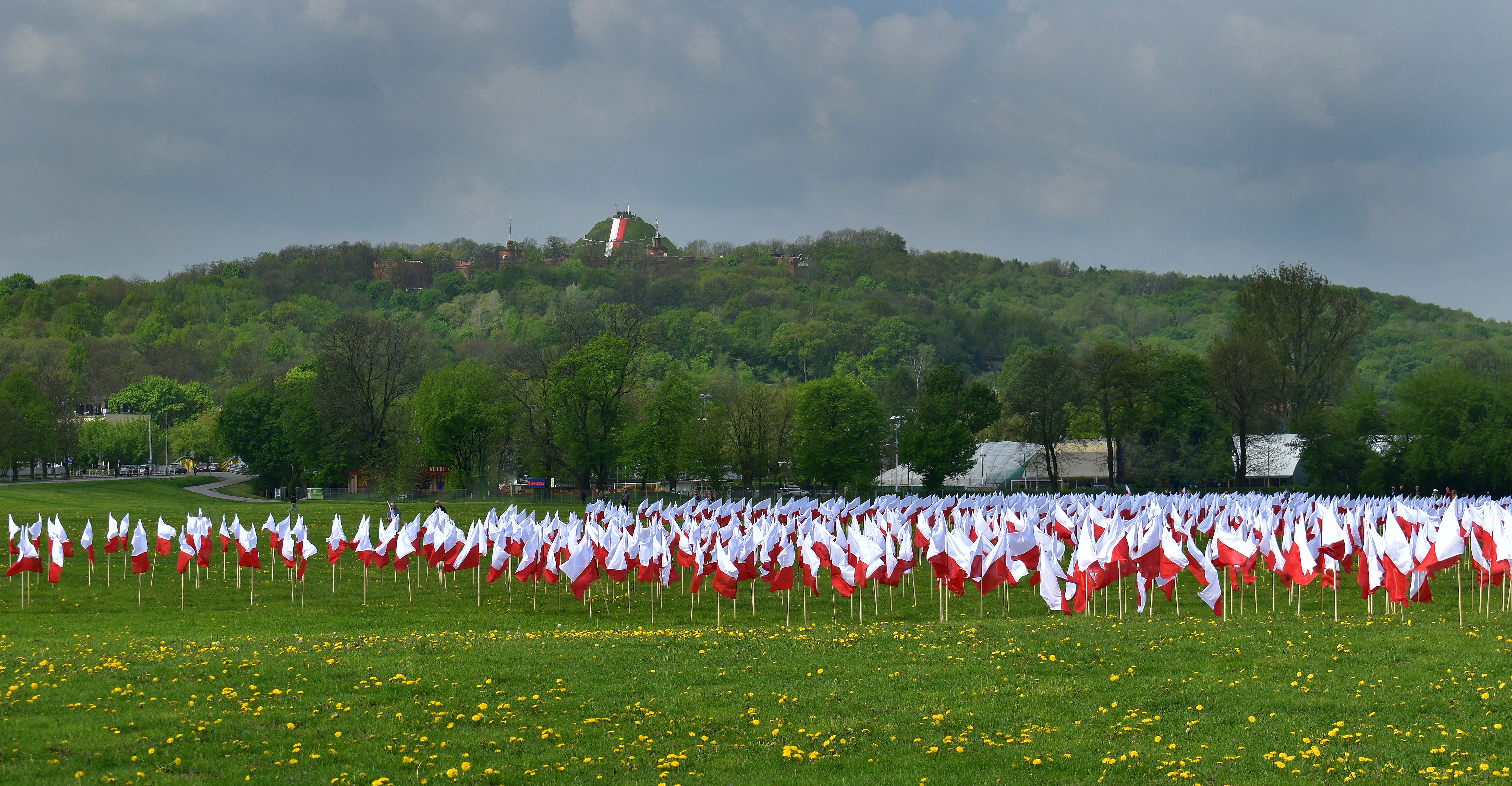
Le monticule de Kosciuszko, vu du parc Błonia de Cracovie, Fête du drapeau national polonais (2 mai 2019)
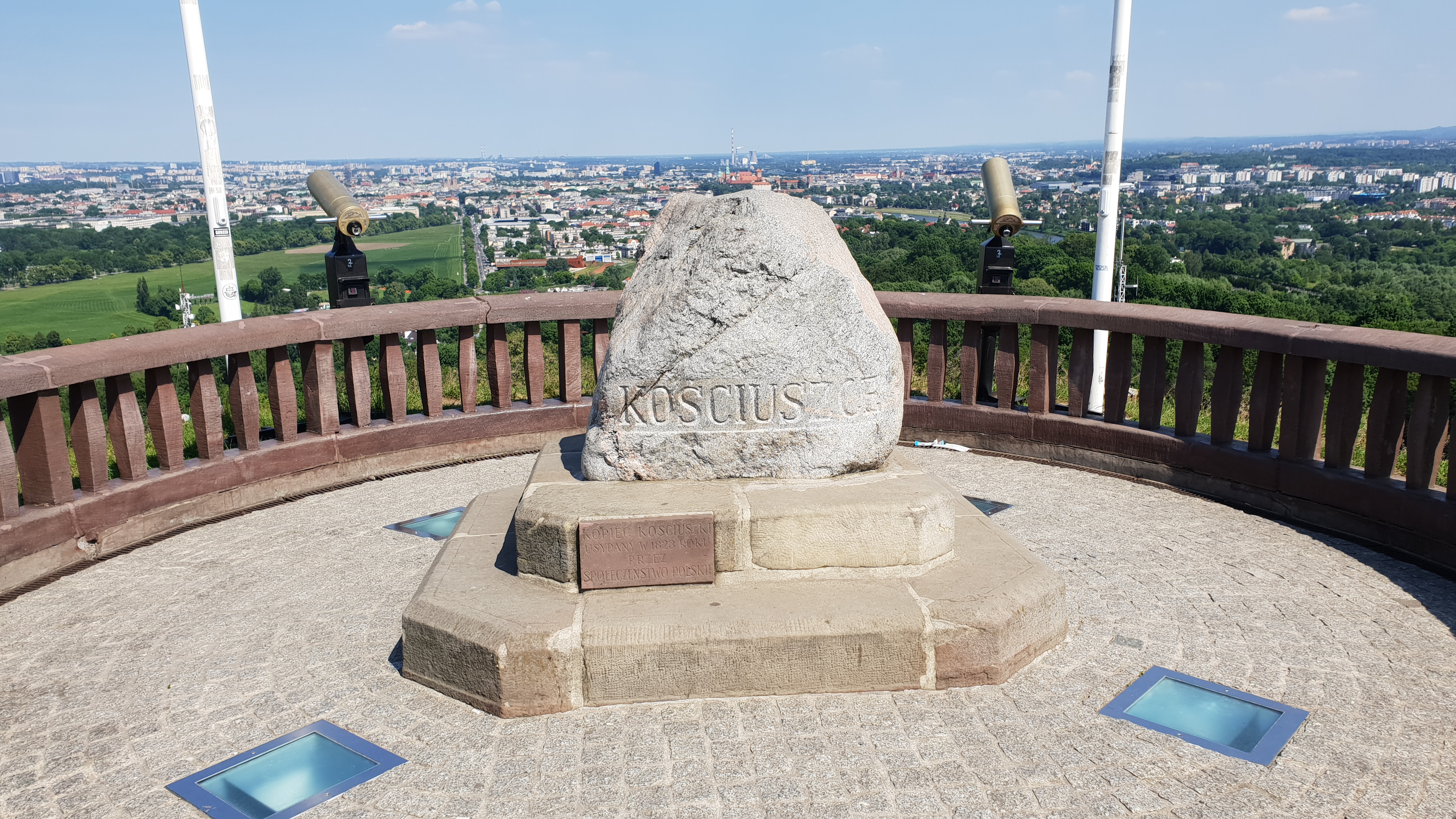
Vue depuis le sommet du monticule Kościuszko
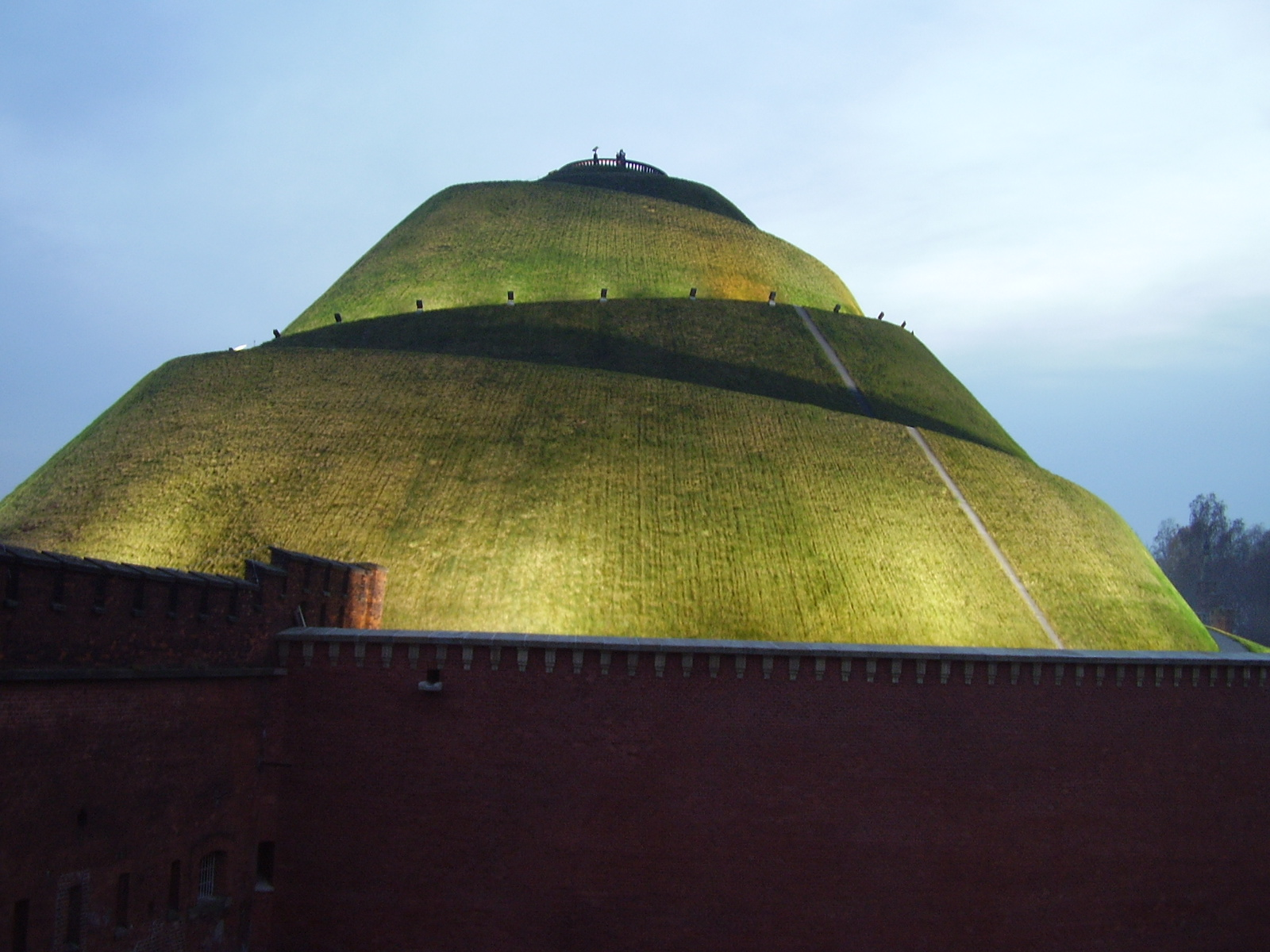
Le tumulus Kościuszko au soir (2006)
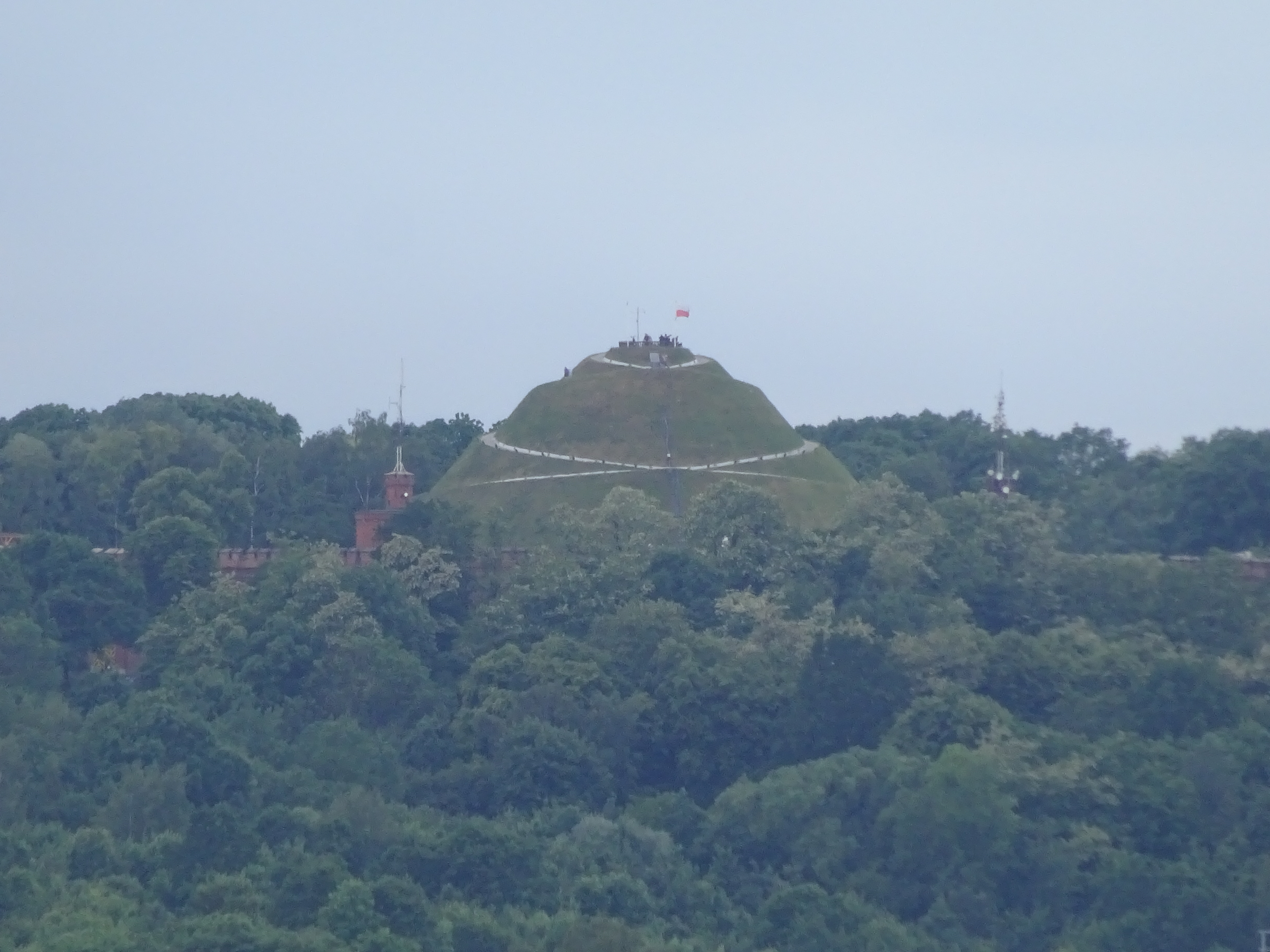
Vue sur le tumulus Kościuszko depuis le Wawel.
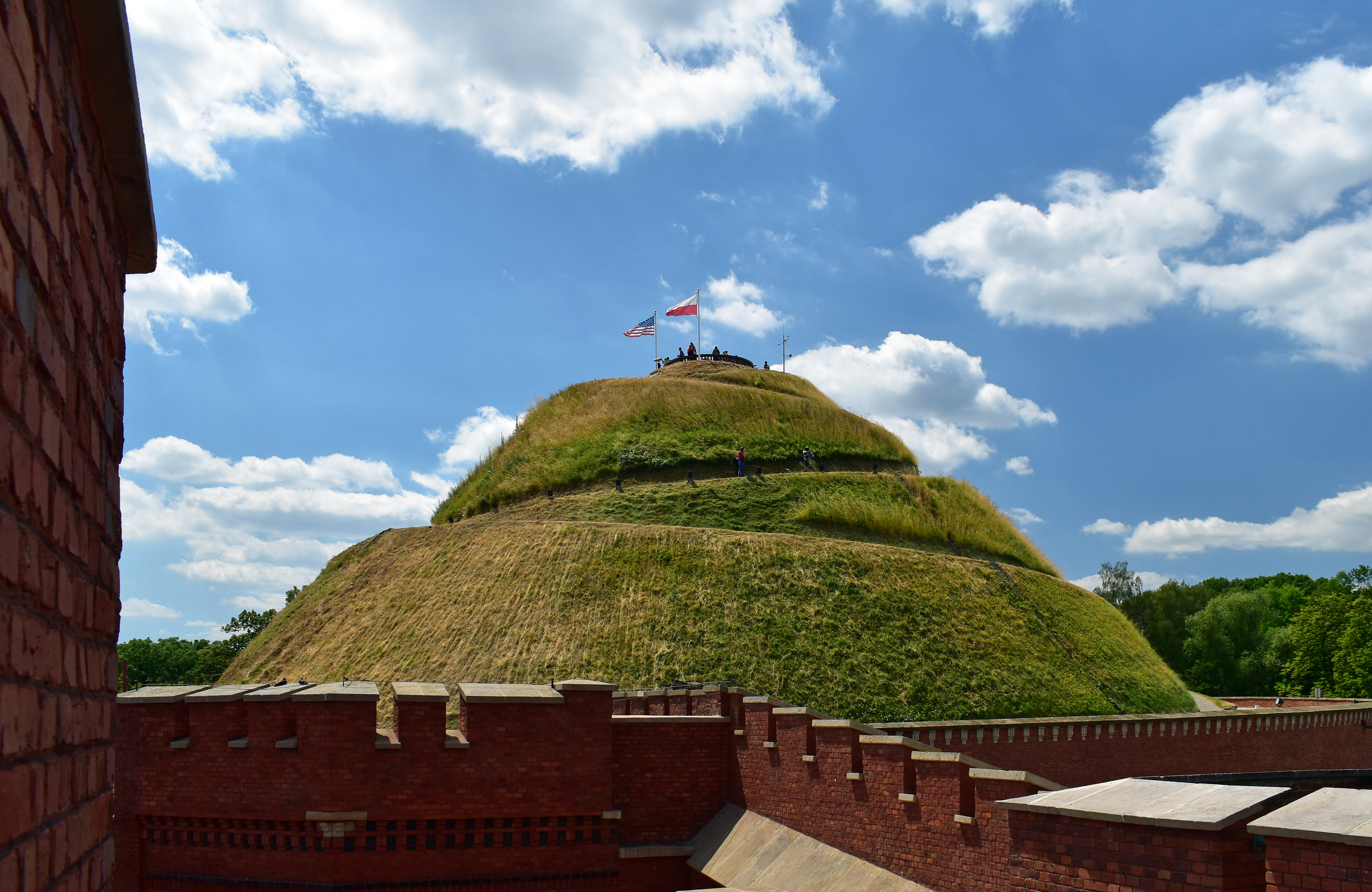
Le tumulus le 4 juillet 2019, jour de l’Indépendance des États-Unis.
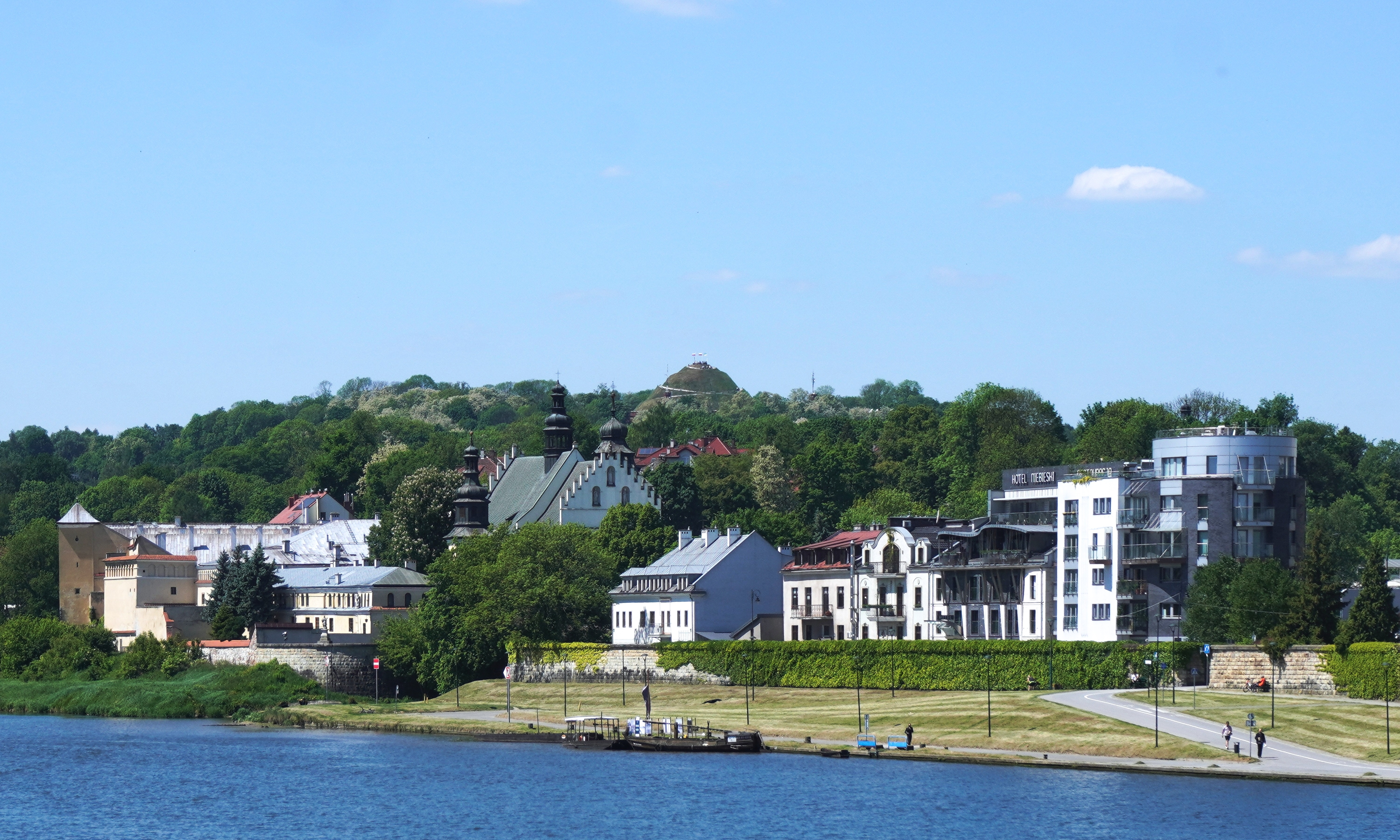
Le tumulus vu depuis la Vistule, avec au premier plan les bâtiments de Półwieś Zwierzyniecka et le complexe monastique des Norbertines.
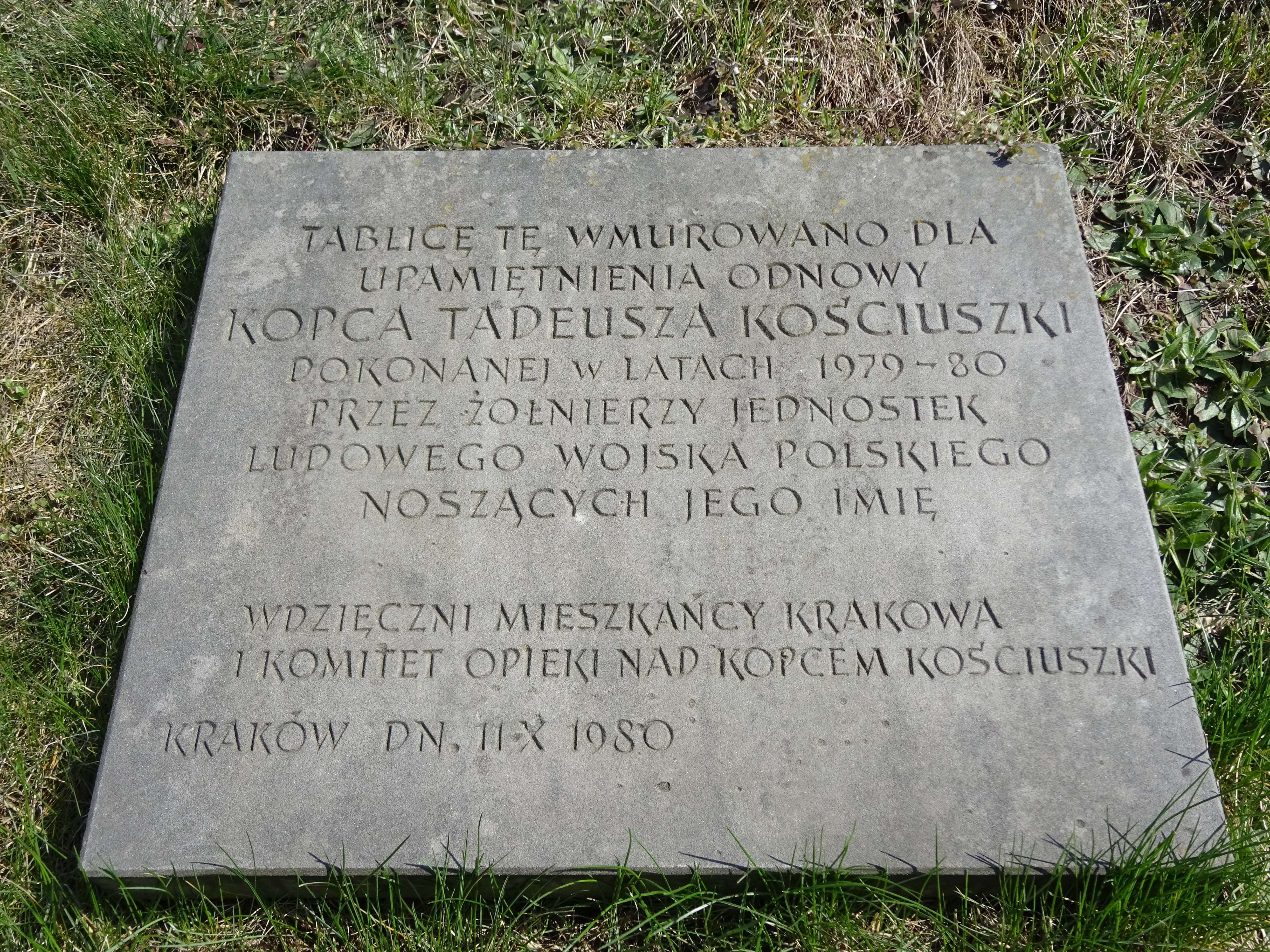
Plaque commémorative de la rénovation du tumulus en 1979–1980.
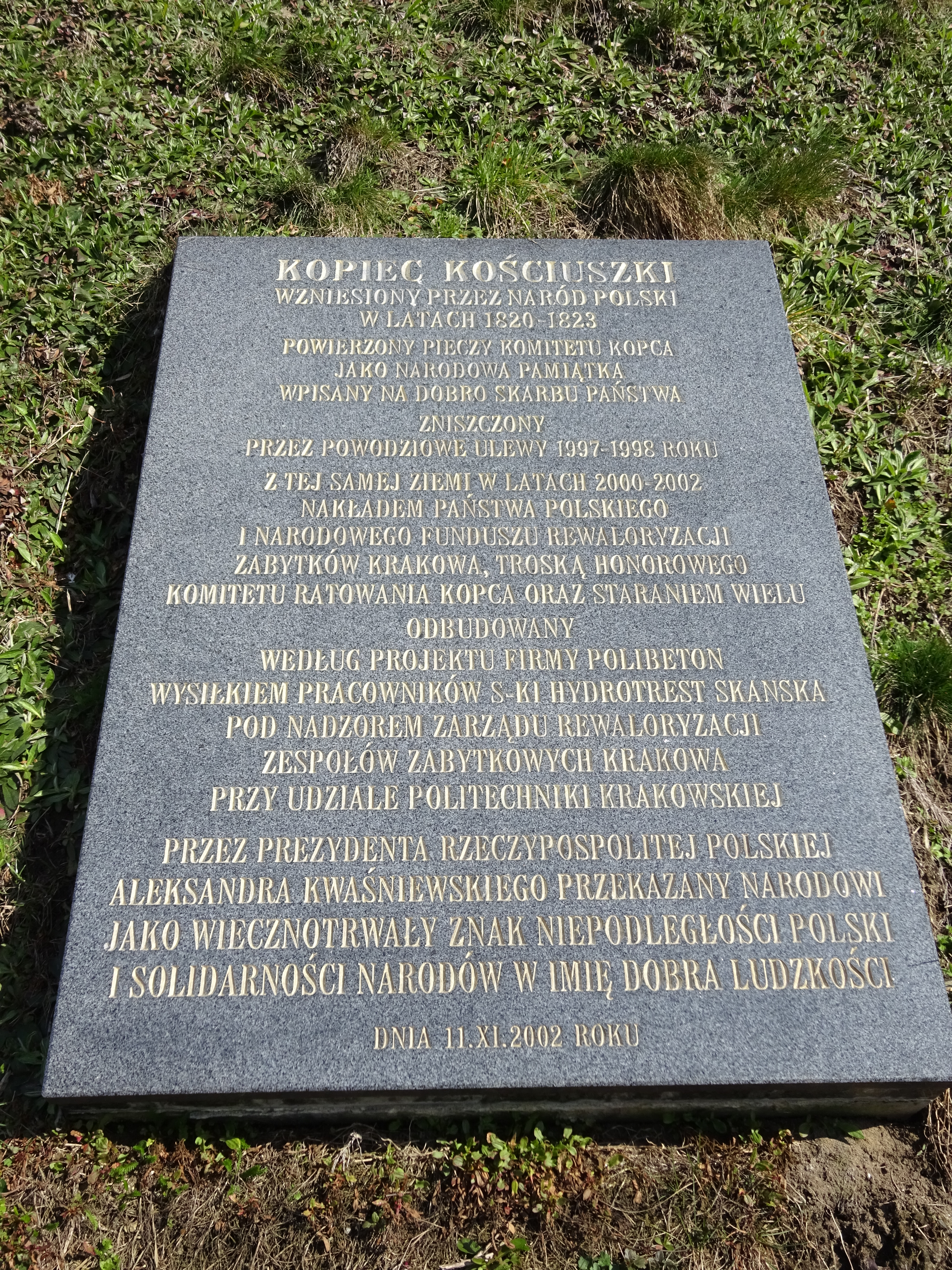
Plaque commémorative de la restauration du tumulus après les dégâts causés par les pluies torrentielles de 1997.
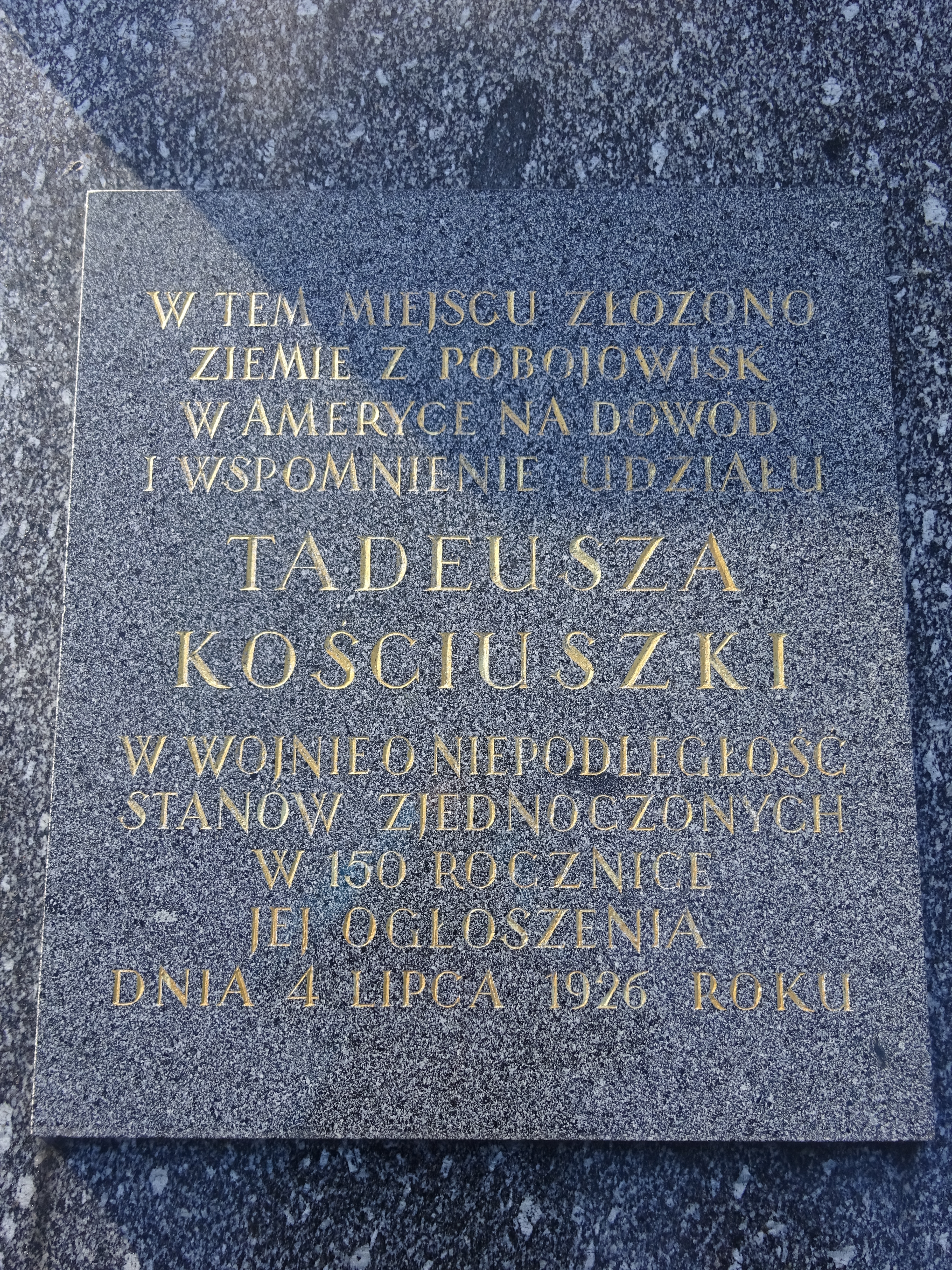
Plaque informant du dépôt en ce lieu de la terre provenant des champs de bataille où Tadeusz Kościuszko s’est battu pour l’indépendance des États-Unis.
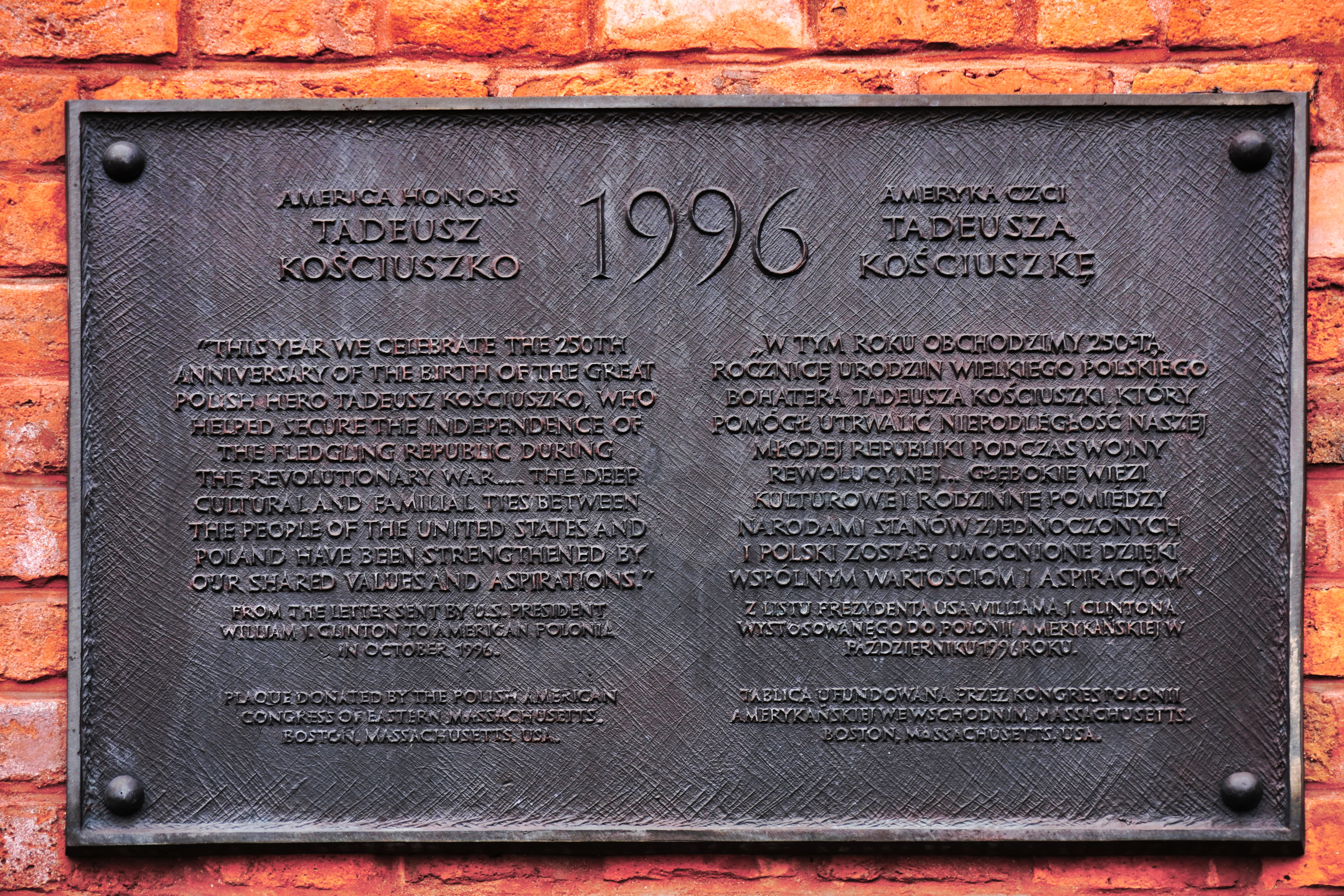
Plaque commémorative dédiée à Tadeusz Kościuszko, dévoilée en 1996.
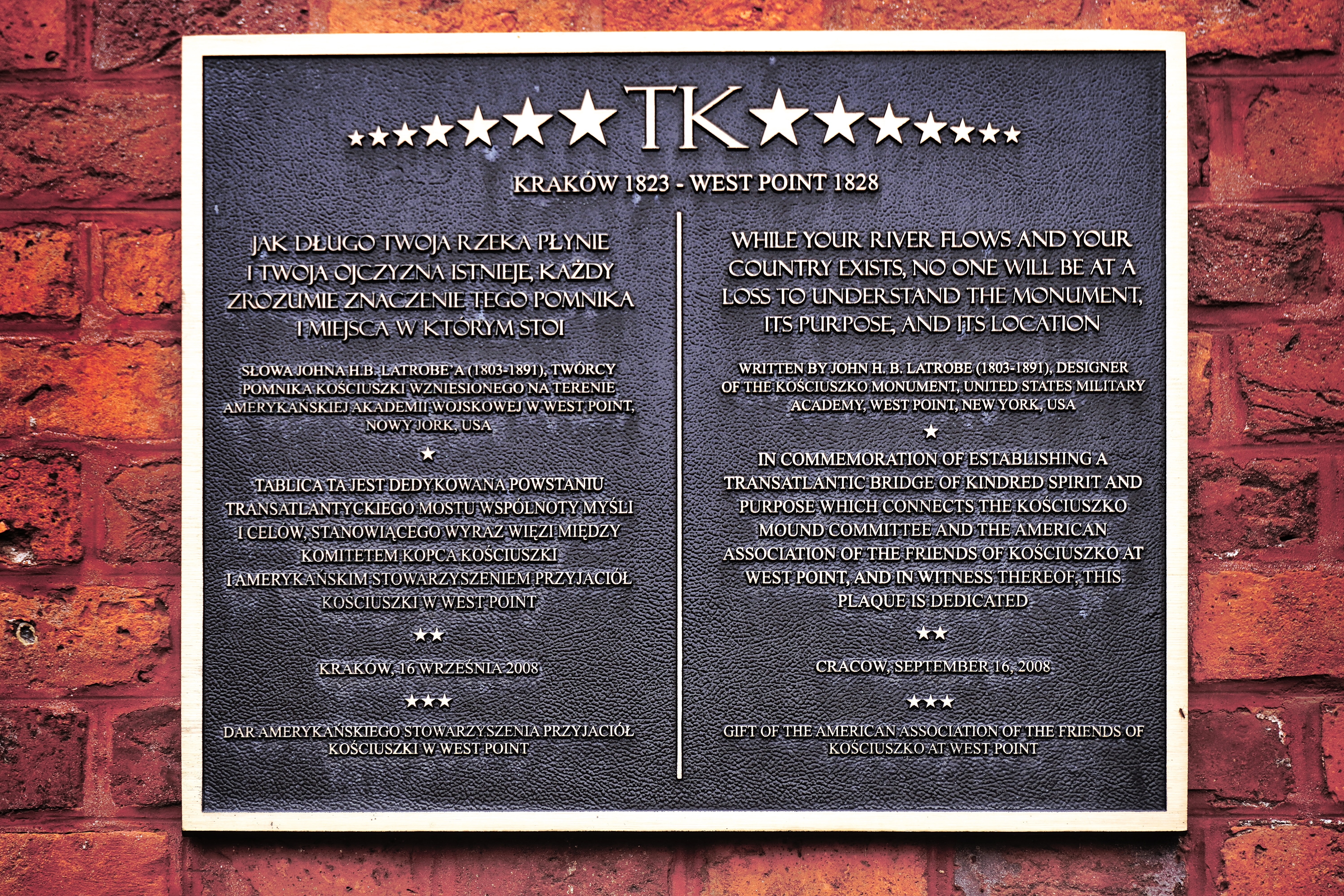
Plaque commémorative dévoilée en 2008.